# David Frisby
David Patrick Frisby (* 26. März 1944 in Sheffield; † 20. November 2010) war ein britischer Soziologe und Hochschullehrer.

## Leben und Wirken
David Frisby studierte Wirtschaftswissenschaft und Soziologie an der London School of Economics and Political Science. Nach seinem ersten Studienabschluss dort im Jahre 1956 wechselte er an die University of Sussex und erwarb dort den Magistergrad. Beeinflusst durch seinen Lehrer Tom B. Bottomore beschäftigte er sich intensiver mit Gesellschaftstheorie und dem Werk deutscher Soziologen, insbesondere mit Georg Simmel. Zusammen mit Bottomore übersetzten sie Georg Simmels 1907 veröffentlichte Philosophie des Geldes in die englische Sprache. Frisby arbeitete zunächst als Dozent für Soziologie an der University of Kent. 1975 wechselte er an die University of Glasgow, wo er 1978 zum Ph.D. promovierte und insgesamt drei Jahrzehnte bis 2005 lehrte. Während seiner letzten fünf Lebensjahre war er Professor an der London School of Economics and Political Science. Gastvorträge hielt er an Universitäten in den USA (Yale University und Princeton University) und in Deutschland (Heidelberg, Konstanz und Freiburg/Br.).
Der Schwerpunkt der Arbeiten von David Frisby lag in Veröffentlichungen über die frühen deutschen Soziologen, insbesondere Georg Simmel, an dessen Gesamtausgabe er als Herausgeber mitwirkte.

## Veröffentlichungen (Auswahl)
- (Übers., mit Tom B. Bottomore): Georg Simmel / The philosophy of money. Routledge & Kegan Paul, London 1978, ISBN 0-7100-8874-4.

- Sociological impressions. A reassessment of Georg Simmel's social theory. Heinemann, London 1981, ISBN 0-435-82320-5.
- The alienated mind. The sociology of knowledge in Germany, 1918–33. Heinemann, London 1983, ISBN 0-435-82321-3 (= Dissertation University of Glasgow) (2. Aufl. 1992).
- Georg Simmel. Horwood, Chichester 1984, ISBN 0-85312-617-8.
- Fragments of modernity. Theories of modernity in the work of Simmel, Kracauer and Benjamin. Polity Press, Oxford 1985, ISBN 0-7456-0188-X (dt. Übers. u.d.T.: Fragmente der Moderne. Daedalus Verlag, Rheda-Wiedenbrück 1989, ISBN 3-89126-028-8).
- Walter Benjamins Urgeschichte der Moderne. In: Axel Honneth (Hrsg.): Die Frankfurter Schule und die Folgen. de Gruyter, Berlin 1986, S. 384–407, ISBN 3-11-010805-4.
- Soziologie und Moderne. Ferdinand Tönnies, Georg Simmel und Max Weber. In: Otthein Rammstedt (Hrsg.): Simmel und die frühen Soziologen. Suhrkamp, Frankfurt/M. 1988, S. 196–221, ISBN 3-518-28336-7.
- (Hrsg.): Georg Simmel / Philosophie des Geldes (= Georg Simmel / Gesamtausgabe, Bd. 6). Suhrkamp, Frankfurt/M. 1989, ISBN 3-518-57956-8 (11. Aufl. erschien 2017).
- Simmel and since. Essays on Georg Simmel's social theory. Routledge, London 1992, ISBN 0-415-00975-8.
- (Hrsg., mit Heinz-Jürgen Dahme): Georg Simmel / Aufsätze und Abhandlungen 1894–1900 (= Georg Simmel / Gesamtausgabe, Bd. 5). Suhrkamp, Frankfurt/M. 1992, ISBN 978-3-518-28405-6.

- (Hrsg.): Georg Simmel. Critical assessments. Zwei Bände. Routledge, London 1994, ISBN 0-415-06071-0.
- (Hrsg., mit Mike Featherstone): Simmel on culture. Selected writings. Sage, London 1997, ISBN 978-0-8039-8652-7.
- (Hrsg.): Georg Simmel in Wien. Texte und Kontexte aus dem Wien der Jahrhundertwende. WUV, Wien 2000, ISBN 3-85114-524-0.
- Cityscapes of modernity. Critical explorations. Polity Press, Cambridge 2001, ISBN 0-7456-0967-8.
- (Hrsg.): Georg Simmel / Englischsprachige Veröffentlichungen 1893–1910 (= Georg Simmel / Gesamtausgabe, Bd. 18). Suhrkamp, Frankfurt/M. 2008, ISBN 978-3-518-57968-8.
- (Hrsg., mit Iain Boyd Whyte): Metropolis Berlin 1880–1940. University of California Press, Berkeley 2012, ISBN 978-0-520-27037-4.